# Irene Schubiger
Irene Schubiger (* 1. September 1948 in Näfels) ist eine Schweizer Künstlerin, die mit Plastik, Zeichnung, Aquarellmalerei und Textilkunst arbeitet.

## Leben und Wirken
1973 schloss Irene Schubiger ihr Studium an der Zürcher Hochschule der Künste ab. Sie malt Aquarelle mit meist ungegenständlichen Kompositionen und Textfragmenten, die einen Bezug zur eigenen Biografie andeuten. Ihre Plastiken schafft sie aus Materialien wie Gips, Styropor, Papiermaché und Holz, die sie mit einer Silikonschicht überzieht und so die Form verwischt.
Über ihre Ausstellung mit dem Titel tout rêvé (alles geträumt, 2010) schrieb Konrad Tobler in der Zeitschrift Kunstbulletin: «[…] der Ausstellungstitel sagt es: Die Werke von Irene Schubiger befinden sich, so reell und präsent sie im Raum sind, immer zugleich in einem Schwebezustand. Die Künstlerin schöpft denn auch aus ambivalenten Kindheitserinnerungen. […] So ist es eine ganz spezielle, eine sehr fragile und poetische Dingwelt, welche die […] Künstlerin mit ihren meist stark reduzierten Plastiken schafft.»
Irene Schubiger lebt und arbeitet in Reichenbach bei Bern.

## Auszeichnungen (Auswahl)
- 1977/1978/1979: Eidgenössischer Preis für Gestaltung
- 1992: Atelierstipendium der Stadt Bern in New York City
- 1998: Förderpreis der Stadt Bern
- 2002: Monographische Publikation durch den Kanton Bern
- 2006: Kunstpreis des Kunstvereins Glarus[3]

## Ausstellungen (Auswahl)
- III. Berner Kunstausstellung (1977)
- Weihnachtsausstellung, Kunsthalle Bern (jedes Jahr von 1994 bis 2013/2014[4])
- Berner Biennale, Kunstmuseum Bern (1990)
- Et passim, Kunsthalle Bern (1994, Katalog)
- tout est sculpture. Schweizer Plastik Ausstellung, Môtiers (1995, Katalog)
- Wolken und Flüsse, Galerie Wilfried von Gunten, Thun (2002)
- Schichtarbeit, Gruppenausstellung,  Kunsthalle Bern (2004, Katalog)
- Fokus: Irene Schubiger, Kunsthaus Glarus (2008/2009)[1]
- tout rêvé (Einzelausstellung), annex14, Galerie für zeitgenössische Kunst, Zürich (2011)
- Behind the words, annex14, Galerie für zeitgenössische Kunst, Zürich (2014)